# Liste des journaux au Bénin
Pour un article plus général, voir Presse francophone en Afrique.
Cet article dresse la liste des journaux béninois.

## Contexte
Selon la Décision no 15-051/ HAAC du 18 novembre 2015 portant modalités de publication de la presse écrite au Bénin. Conformément  à la décision de la Haute autorité de l'audiovisuel et de la communication (HAAC), les quotidiens et écrits périodiques ci-dessous cités ont une existence légale et peuvent, jusqu’à nouvel ordre, faire l’objet de revues de presse ou de titres sur les antennes des radiodiffusions sonores et des télévisions installées au Bénin.

## Liste
En 2021, la HAAC publie la liste de 93 organes de presses écrites au Bénin.
Il s’agit de 86 quotidiens, de 20 hebdomadaires, cinq bi-hebdomadaires, six mensuels et six bimensuels pour une animation de l'actualité au Bénin.
| Titre                     | Création  | Parution                              | Type                                           | Site Web |
| ------------------------- | --------- | ------------------------------------- | ---------------------------------------------- | --- |
| La source de l’info       |           | Quotidien                             |                                                | |
| L'Événement précis        | 2006      | Quotidien                             | Généraliste                                    | Levenementprecis.com Wandji Gérard Agognon (Directeur de publication)                                                                     |
| Le gongonneur             |           | Quotidien                             |                                                | |
| Notre temps               |           | Quotidien                             |                                                | |
| notreepoque               |           | Quotidien                             |                                                | NotreEpoque.bj |
| Info-plus                 |           | Quotidien                             |                                                | |
| Notre voix                |           | Quotidien                             |                                                | |
| L’autre quotidien         |           | Quotidien                             |                                                | |
| Nokoué                    |           | Quotidien                             |                                                | |
| La relève info            |           | Quotidien                             |                                                | |
| La nouvelle génération    |           | Quotidien                             |                                                | |
| L’autre vision            |           | Quotidien                             |                                                | Lautrevisionmag.com |
| La nouvelle gazette       |           | Quotidien                             |                                                | |
| Le meilleur               |           | Quotidien                             |                                                | |
| La boussole               |           | Quotidien                             |                                                | |
| La presse libre           |           | Quotidien                             |                                                | |
| L’avenir                  |           | Quotidien                             |                                                | |
| Djakpata                  |           | Quotidien                             |                                                | |
| La presse du jour         |           | Quotidien                             |                                                | |
| France - Dahomey          | 1944-1960 | Bihebdomadaire                        | Journal colonial français Ancêtre de La Nation | |
| La Nation                 | 1969/1990 | Quotidien                             | Presse nationale et journal d'opinion          | LanationBenin.info 3500 Exemplaires en 2019                                                                                               |
| Nouvelles mutations       |           | Quotidien                             |                                                | |
| Fraternité                | 1999      | Quotidien                             | Généraliste                                    | Fraternitebj.info |
| Cote ouest info           |           | Quotidien                             |                                                | |
| L’événement du jour       |           | Quotidien                             |                                                | |
| Le soleil levant          |           | Quotidien                             |                                                | |
| La colombe du jour        |           | Quotidien                             |                                                | |
| Honougbo                  |           | Quotidien                             |                                                | |
| L’informateur             |           | Quotidien                             |                                                | |
| Bénin Web TV              |           | Quotidien                             |                                                | |
| L’observateur du bénin    |           | Quotidien                             |                                                | |
| Le Dauphin                |           | Quotidien                             |                                                | |
| L’Éclaireur               |           | Quotidien                             |                                                | |
| La cloche                 |           | Quotidien                             |                                                | |
| Nouvelle expression       |           | Quotidien                             |                                                | |
| Le matinal                | 1997      | Quotidien                             |                                                | 5000 Exemplaires |
| Le contemporain           |           | Quotidien                             |                                                | |
| L’audace info             |           | Quotidien                             |                                                | |
| Le baromètre              |           | Quotidien                             |                                                | |
| Le matin                  |           | Quotidien                             |                                                | Quotidienlematin.net |
| Le grand matin            |           | Quotidien                             |                                                | |
| Dynamisme info            |           | Quotidien                             |                                                | |
| Communal info             |           | Quotidien                             |                                                | |
| Le progrès                |           | Quotidien                             |                                                | Leprogresinfo.net |
| Le gofama                 |           | Quotidien                             |                                                | legofama.com |
| Le confrère de la matinée |           | Quotidien                             |                                                | |
| La nouvelle tribune       | 2001      | Quotidien                             | Généraliste                                    | Lanouvelletribune.info Tirage = 2 000 Exemplaires                                                                                         |
| Le routier                |           | Quotidien                             |                                                | |
| Le challenge              |           | Quotidien                             |                                                | |
| Le clairon                |           | Quotidien                             |                                                | |
| Le grand jury             |           | Quotidien                             |                                                | |
| Le quotidien              |           | Quotidien                             |                                                | |
| Le soleil bénin info      |           | Quotidien                             |                                                | |
| Les 4 vérités             |           | Quotidien                             |                                                | |
| kini kini                 |           | Quotidien                             |                                                | |
| Palmarès                  |           | Quotidien                             |                                                | |
| l’Actualité               |           | Quotidien                             |                                                | |
| Les nouvelles du jour     |           | Quotidien                             |                                                | |
| La priorité               |           | Quotidien                             |                                                | |
| Les Échos du Jour         |           | Quotidien                             |                                                | |
| Le radar                  |           | Quotidien                             |                                                | |
| Les marchés               |           | Quotidien                             |                                                | |
| L’opinion d’aujourd’hui   |           | Quotidien                             |                                                | |
| Le potentiel              |           | Quotidien                             |                                                | |
| Tonnerre info             |           | Quotidien                             |                                                | |
| L’indépendant             |           | Quotidien                             |                                                | |
| La vérité libérée         |           | Quotidien                             |                                                | |
| Editorial                 |           | Quotidien                             |                                                | |
| Cocorico                  |           | Quotidien                             |                                                | |
| Nasiara                   |           | Quotidien                             |                                                | |
| Le télégramme             |           | Quotidien                             |                                                | |
| L’échiquier               |           | Quotidien                             |                                                | |
| La tribune de la capitale |           | Quotidien                             |                                                | |
| L’express                 |           | Quotidien                             |                                                | |
| Trait d’union             |           | Quotidien                             |                                                | |
| Ali baba                  |           | Quotidien                             |                                                | |
| Matin libre               |           | Quotidien                             |                                                | |
| Le Béninois Libéré        | 2006      | Quotidien                             | Généraliste                                    | Lebeninoislibere.info Akkilou Yacoubou (Dir de Pub)                                                                                       |
| Nord Sud Quotidien        |           | Quotidien                             | Généraliste                                    | Fiacre Vidjingninou (Directeur de publication) Romaric Badoussi (Rédacteur en chef)                                                       |
| L’économiste du Bénin     |           | Quotidien                             |                                                | |
| L’enqêteur                |           | Quotidien                             |                                                | |
| Notre voie                |           | Quotidien                             |                                                | |
| La pyramide               |           | Quotidien                             |                                                | |
| Le déclic                 |           | Quotidien                             |                                                | |
| l'Aurore                  |           | Quotidien                             |                                                | |
| La diaspora de sabbat     |           | Quotidien                             |                                                | |
| Express info              |           | Quotidien                             |                                                | |
| Fil infos                 |           | Quotidien                             |                                                | |
| 24 Heures au Bénin        |           | Webzine                               | Généraliste                                    | 24haubenin.info Ignace Fanou B. (Dir. rédaction), Hubert Marcel Houeto (Dir. de publication), Judicael Séverin Zohoun (Directeur Général) |
| First info                |           | Quotidien                             |                                                | |
| La lettre du pays         |           | Quotidien                             |                                                | |
| Le choix                  |           | Hebdomadaire                          |                                                | |
| Kiko                      |           | Hebdomadaire                          |                                                | |
| Le municipal              |           | Hebdomadaire                          |                                                | |
| La relève                 |           | Hebdomadaire                          |                                                | |
| Vents d’Afrique           |           | Hebdomadaire                          |                                                | |
| La Croix du Bénin         | 1946      | Hebdomadaire 3500 Exemplaires en 2010 | Généraliste                                    | CroixduBénin Père Serge N. Bidouzo (Directeur de publication); Alain Sessou (Rédacteur en chef)                                           |
| La Gazette du Golfe       | 1988      | Hebdomadaire                          | Généraliste                                    | Golfegroupe.com Idelphonse Akpaki (Directeur de Publication)                                                                              |
| Madame Afrique            |           | Hebdomadaire                          |                                                | |
| Educ action               |           | Hebdomadaire                          |                                                | |
| Le justicier              |           | Hebdomadaire                          |                                                | |
| Coup d’œil                |           | Hebdomadaire                          |                                                | |
| L’expression              |           | Hebdomadaire                          |                                                | |
| Le projecteur info        |           | Hebdomadaire                          |                                                | |
| Le messager du plateau    |           | Hebdomadaire                          |                                                | |
| L’inter express           |           | Hebdomadaire                          |                                                | |
| Le label                  |           | Hebdomadaire                          |                                                | |
| Le national               |           | Hebdomadaire                          |                                                | |
| Santé tribune             |           | Hebdomadaire                          |                                                | |
| Le mutateur               |           | Hebdomadaire                          |                                                | |
| Le brillant               |           | Hebdomadaire                          |                                                | |
| Le secret de l’automobile |           | Bihebdomadaire                        |                                                | |
| Vox populi                |           | Bihebdomadaire                        |                                                | |
| Le canard du nord         |           | Bihebdomadaire                        |                                                | |
| La voix de la justice     |           | Bihebdomadaire                        |                                                | |
| Le Héraut                 | 1988      | Mensuel[réf. nécessaire]              |                                                | Le Héraut Moïse Tchegnonsi |
| Le révélateur             |           | Mensuel                               |                                                | |
| Le salut                  |           | Mensuel                               |                                                | |
| Bénin couleurs            |           | Mensuel                               |                                                | |
| La plume d’athiémé        |           | Mensuel                               |                                                | |
| La lumière de l’Afrique   |           | Mensuel                               |                                                | |
| Mayro                     |           | Bimensuel                             |                                                | |
| Wendo mag                 |           | Bimensuel                             |                                                | |
| Azaro mag                 |           | Bimensuel                             |                                                | |
| Tribune d’Afrique         |           | Bimensuel                             |                                                | |
| L’impartial ileman        |           | Bimensuel                             |                                                | |
| Le messager du Bénin      |           | Bimensuel                             |                                                | |
| Kafoweb                   |           | Webzine                               |                                                | https://kafoweb.com/ |